# Carlo Alberto Nucci
Carlo Alberto Nucci (Bologna, 1956) è un ingegnere elettrico italiano, professore ordinario di Sistemi elettrici per l'energia presso l'Università di Bologna e direttore dell'Electric Power Systems Research.
Laureatosi con lode presso l’omonima Università , è autore e coautore di oltre 300 pubblicazioni su riviste scientifiche nel campo dei sistemi elettrici di potenza. È fellow della IEEE e della IET. È stato anche presidente  della IEEE PowerTech Permanent Steering Committee. Nucci è responsabile del laboratorio di Ingegneria dei Sistemi Elettrici di Potenza dell'Università di Bologna del quale fa parte anche il professor Alberto Borghetti. Insieme al professor Farhad Rachidi del politecnico di Losanna, ha sviluppato un codice per computer per la valutazione delle tensioni indotte da fulmini nelle reti elettriche, chiamato LIOV, citato anche nella IEEE. Il professor Nucci è anche membro dell'Accademia delle Scienze di Bologna.
La sua attività di ricerca si concentra su:
- Transitori di sistemi elettromagnetici di potenza
- Protezione da fulmini nei sistemi di potenza
- Smart grid e generazione distribuita
- Dinamica dei sistemi di potenza
- Accumulatori per veicoli elettrici

## Carriera
Nucci si è laureato con lode presso l'Università di Bologna nel 1982. Sempre a Bologna diventa ricercatore in Sistemi elettrici per l'energia nel 1983, e successivamente professore ordinario nel 2000. Da gennaio 2010 è direttore dell'Electric Power System Research Journal.